# André Brahier
André Brahier (* 5. Juli 1931 in Delsberg; † 13. April 1985 in Ruanda) war ein Schweizer Architekt, Maler, Plastiker, Segellehrer, Entwicklungshelfer und bedeutender Akteur des Kulturlebens im Kanton Jura.

## Leben und Werk
André Brahier absolvierte eine Lehre als Bauplaner in Moutier. Anschliessend studierte er am Technikum Biel und an der École nationale supérieure des beaux-arts de Paris.
Bis 1959 arbeitete er im Architekturbüro Kleiber in Moutier und eröffnete zusammen mit Robert Portmann sein eigenes Atelier in Delsberg. Brahier plante und baute Sozialwohnungen, Schulgebäude und Einfamilienhäuser. Damit schuf sein Architekturbüro einen bedeutenden Beitrag zur Verbreitung der architektonischen und künstlerischen Moderne in der Region.
Im Rahmen von Bildungsprojekten der Weltbank hielt er sich 1972 und 1973 in Marokko auf. Zudem war er als Segellehrer an der Les-Glénans-Segelschule tätig.
1979 gründete er zusammen mit Jeanmarie Hänggi, Jean-François Comment, Peter Fürst und Gérard Bregnard die Sektion Jura der GSMBA und präsidierte diese. Zudem gründete er das Jura-Museum der Schönen Künste. Als Maler und Plastiker schuf er Werke unter dem Pseudonym Blösch.
André Brahier war mit Francine, geborene Robert, verheiratet. Sie war eine Tochter des Buchdruckers Max Robert (1908–1997). Auf einer Mission im Auftrag der UNESCO für ein Schulgebäude in Ruanda verstarb der Jazzliebhaber André Brahier.